# シェレル・フロラヌス
シェレル・フロラヌス（Sherel Floranus、1998年8月23日 - ）は、オランダ・ロッテルダム出身のサッカー選手。PECズウォレ所属。ポジションはディフェンダー。

## 経歴
スパルタ・ロッテルダムの下部組織出身。2015年8月21日、FCアイントホーフェン戦でトップチームデビューを果たした。
2018年6月19日、SCヘーレンフェーンに移籍した。